# Я нанял убийцу
«Я нанял убийцу» (англ. I Hired a Contract Killer) — финский кинофильм режиссёра Аки Каурисмяки, вышедший на экраны в 1990 году. Первый фильм режиссёра, снятый за пределами Финляндии — с участием англоязычных актёров в Лондоне. Главную роль исполнил Жан-Пьер Лео, известный по предыдущей работе с Годаром и Трюффо.

## Предыстория фильма
По словам Аки Каурисмяки, в основу сценария фильма была положена идея, которую за несколько лет до этого набросал на бумаге его добрый знакомый, финский историк кино, профессор Петер фон Багх. Выбор для сценария именно этой идеи Аки объясняет «постоянным ростом спроса на медицинские услуги в сфере душевного здоровья»…

## Сюжет
Немолодой и немногословный француз Анри — законченный неудачник: он не пьёт, не курит, в его записной книжке — единственный номер телефона, да и тот перечёркнут в связи со смертью абонента.
Пятнадцать лет он служил в лондонской водопроводной компании, но теперь, после приватизации учреждения, новые хозяева проводят сокращение штатов, начиная с тех, у кого нет английского подданства…
Единственный выход, который он находит — покончить с собой. Но даже в этом он терпит неудачу: когда он включает газ и засовывает голову в духовку, газовщики объявляют забастовку и отключают газоснабжение.
Тогда Анри нанимает профессионального киллера. Но не успевает он авансировать собственное убийство, как его путь пересекает одинокая продавщица цветов, Маргарет. Эта встреча заставляет его переосмыслить собственную жизнь. Анри и Маргарет пытаются остановить идущего по его следу киллера и отменить заказ…

## В ролях
- Жан-Пьер Лео — Анри Буланже
- Марги Кларк — Маргарет
- Кеннет Колли — киллер
- Серж Реджани — Вик
- Майкл О'Хаган — босс киллера
- Анджела Уолш — хозяйка квартиры
- Тони Рор — Фрэнк
- Джо Страммер — музыкант

## Декорации
Главный герой фильма находится в чуждой ему среде как в физическом (иностранное государство), так и в психологическом смысле. Подобно некоторым фильмам Кена Лоуча и Майка Ли, Лондон предстаёт в фильме не привычной столицей гламура, а скопищем органически чуждых человеку бруталистских конструкций. Преобладают слабо освещённые интерьеры с серыми стенами. Не нарушает этого впечатления и сарайного типа забегаловка, в которой выступает культовый музыкант Джо Страммер.

## Интересные факты
Сюжет ленты имеет сходство с фильмом Роберта Сиодамка «В поисках собственного убийцы» (1931), снятыми за сорок лет до него картинами Эрнста Нойбаха (On demande un assassin, Man lebt nur einmal), с российским фильмом «Приятель покойника» (1997) с Александром Лазаревым-младшим в главной роли, а также с рассказом итальянского  писателя Томмазо Ландольфи "Смех" (Il riso, 1975).

## Награды
Лента участвовала в конкурсной программе Венецианского кинофестиваля, а также получила премию национальной финской киноакадемии «Юсси» за лучшую операторскую работу (Тимо Салминен).